# Edrosa
Edrosa es una freguesia portuguesa del municipio de Vinhais. Según el censo de 2021, tiene una población de 139 habitantes.